# 加拿大航空624號班機事故
加拿大航空624號班機（AC624/ACA624）是一架由多倫多飛往哈利法克斯的定期航班，2015年3月29日3时43分，這架空中巴士A320由于機場附近下大雪導致的低能見度過早觸地，受损嚴重。這起事故造成哈利法克斯罗伯特·洛恩·斯坦菲尔德国际机场停電并關閉了一段時間。這起事故造成23人受傷。
2015年4月2日，加拿大航空公司向每位乘客赔偿了5000加元。但一集體訴訟案就因此事件被提出。

## 事發過程
加拿大航空624號班機，由多倫多皮爾遜國際機場，飛往哈利法克斯罗伯特·洛恩·斯坦菲尔德国际机场。這架载有133名乘客與5名機組人員的飞机，撞擊到05號跑道的起始位置，並撞斷了儀器著陸系統的天線，造成起落架脱落。在撞击过程中将一根電線撞断，機場因此停電90分鐘，接著，飛機以機腹滑上跑道。
這架飛機的機翼、尾翼、起落架和左侧发动机受損，其中起落架和左发受损严重。23名乘客送至醫院，無生命危險，機長和副機長皆被送至醫院。事故發生時，天氣為暴風雨。机场停電有可能是因为飞机滑上到跑道前撞斷电線导致的。電力恢復於05时12分。
當飞机撞擊跑道及其他物品后，损伤已無法修復。加拿大航空一開始稱此事故是因「重著地」導致，导致部分乘客不滿。

## 涉事飛機
此架飛機為一架註冊編號C-FTJP的空中巴士A320，裝載CFM56-5A1的引擎。出廠編號233，機隊編號214。首飛在1991年7月10日，原擁有者為通用電氣資本航空服務公司，並將此飛行器出租給加拿大航空。這次事故導致飛機受損嚴重因而報廢。

## 事故調查
加拿大運輸安全委員會（TSB）立即開始對此事故作調查。
TSB表示並沒有發現任何機械故障或出现維修失误，法国航空事故调查处亦參與了此次事故的調查。三位來自空中巴士公司的空難調查員和兩位技術顧問赴加拿大調查事故。

## 類似事故
- 韓亞航空162號班機事故 - 於此事故3週後發生，同樣是在著陸前與跑道盡頭的天線碰撞而墜落，亦無人死亡。